# Drew Seeley
Andrew Michael Edgar Seeley (30 de abril de 1982) es un actor, cantante y compositor canadiense.

## Biografía
Nació en Ontario, Canadá el 30 de abril de 1982, ha venido actuando desde los 10 años. Andrew fue también miembro del grupo Nu Ground. Con apariciones en The Guiding Light, Dawson's Creek, y One Tree Hill, él se ha familiarizado a sí mismo con muchos aspectos de la televisión.
En el 2005, Seeley trabajó con el productor y compositor Ray Cham y juntos escribieron "Getcha Head In The Game" para la banda sonora de High School Musical. Esto les permitió ganar una nominación al Emmy en la categoría Mejor música y letra original. Además, Seeley estuvo en la gira High School Musical: El Concierto, cantando en recintos con capacidad para 60,000 personas.
En el 2006, Drew Seeley cantó "Dance With Me" a lado de la cantante mexicana Belinda, para la banda sonora de la película "The Cheetah Girls 2". Incluso llegó a aparecer en el video musical "Ni Freud Ni Tu Mamá de la cantante. Más tarde, ese mismo año, escribió junto a Ray Cham la canción "Gotta Lotta" y grabó "I'm Ready" para la banda sonora de la película del 2007, Jump In!.
En el 2008 y 2009 filmó Another Cinderella Story con Selena Gomez y grabó "You Can Do Magic" para Wizards of Waverly Place soundtrack la serie de Gomez. En esos dos mismos años fue uno de los actos de apertura para la cantante-actriz estadounidense Raven-Symoné, en su gira Raven-Symoné: Live in Concert Tour.
En el verano del 2009, Seeley interpretó el papel del príncipe Eric en el musical The Little Mermaid en Broadway. Además de grabar una versión alternativa de la canción "Her Voice", la cual fue incluida en el álbum Disneymania 7.
En junio del 2010 se estrenó la película Freshman Father, insprirada en una historia real, en la cual Seeley tuvo el papel principal de John Patton, un  estudiante universitario que descubre que su novia está embarazada, teniendo que aprender a hacer su tarea, el deber de ser padre o podría perder su beca y su futuro. Ese mismo mes, lanzó el sencillo "Best At The Time" para promocionar la película.

## Filmografía
- 1999: Camp Tanglefoot: It All Adds Up.... Tommy
- 2000: The Guiding Light.... Andrew
- 2002: Dawson's Creek .... Male
- 2003: One Tree Hill.... Johnny 'Vegas' Norris
- 2004: Stuck in the Suburbs.... David
- 2005: Locusts: The 8th Plague.... Willy
- 2005: Campus Confidential.... Logan
- 2005: Complete Guide to Guys.... Stearns
- 2006: "Christopher Brennan Saves the World.... Tom Hartwell
- 2006: The Modern Unicorn's Guide to Love and Magic.... Matt
- 2007: Claire.... Bobby
- 2008: Another Cinderella Story.... Joey Parker
- 2008: Soulmates
- 2008: The Suite Life of Zack & Cody.... David
- 2008: The Morning Show with Mike & Juliet .... Él mismo
- 2008: Total Request Live .... Él mismo
- 2008: Access Hollywood .... Él mismo
- 2009: The Shortcut.... Derek
- 2009: I Kissed A Vampire.... Trey Sylvania
- 2009: It's On with Alexa Chung .... Él mismo
- 2010: Freshman Father.... John Patton
- 2010: The Closer.... Boyd Martin
- 2010 - 2011: Glory Daze .... Jason Wilson
- 2011: ACME Hollywood Dream Role.... Él mismo
- 2012: Trend This!.... Él mismo
- 2012: Elixir.... Ryan (joven)
- 2012: The Madame.... Partier
- 2012: TalhotBlond.... Tommy
- 2012: Pitch Perfect.... Voz masculina #5
- 2012: The Interrogationists.... Jason Vance
- 2013: Yellow Day... The Good Man
- 2013: BK Comedy Series
- 2013: Lovestruck: The Musical... Joven Ryan
- 2014: Non-Stop... Ronnie

## Discografía
| Álbumes de estudio - 2006: DS - 2011: The Resolution. EP - 2010: The Resolution - Act 1 - 2011: The Resolution - Act 2 - 2011: The Resolution - Act 3 Álbumes en vivo - 2007: High School Musical: The Concert | Bandas sonoras - 2005: Byou - 2006: High School Musical - 2006: The Cheetah Girls 2 - 2007: Jump In! - 2008: Another Cinderella Story - 2009: Wizards of Waverly Place - 2009: I Kissed A Vampire - 2011: Shake It Up: Break It Down - 2012: Shake It Up: Live 2 Dance |

## Nominaciones
2006
- Premio Emmy - Mejor música y letra original (Get'cha Head In The Game) - Nominado[11]